# Гаталов
Гаталов (словац. Hatalov, угор. Gatály) — село, громада в окрузі Михайлівці, Кошицький край, Словаччина. Кадастрова площа громади — 8,63 км². Населення — 756 осіб (за оцінкою на 31 грудня 2017 р., переважно словаки). Село розташоване на висоті 103 м над рівнем моря.
Знаходиться за ~9 км на південь від адмінцентра округу міста Михайлівці.
Перша згадка 1278 року.

## Інфраструктура
В селі є бібліотека, поштове відділення, невеликий готель та футбольне поле. Також є автозаправка.

## Транспорт
Автошляхи (Cesty III. triedy) 3739, 3740, 3765.
Залізнична станція Гаталов.
Аеродром Гаталов.

## Населення
| Рік:            | 1994. | 2004.   | 2014.   | 2024.   |
| --------------- | ----- | ------- | ------- | ------- |
| Кількість осіб: | 820   | 756     | 747     | 730     |
| Різниця:        |       | -7,80 % | -1,19 % | -2,27 % |

| Рік:            | 2023. | 2024.   |
| --------------- | ----- | ------- |
| Кількість осіб: | 728   | 730     |
| Різниця:        |       | +0,27 % |